# Lourdes Flores
Lourdes Celmira Rosario Flores Nano (Lima, 7 ottobre 1959) è un'avvocata e politica peruviana.
È la massima esponente, nonché presidentessa del Partido Popular Cristiano, di ispirazione social-cristiana (centro).
Militante del Partido Popular Cristiano fin dall'età di 18 anni, iniziò la carriera politica, ancora studentessa universitaria, come aiutante di Enrique Elías Larosa, all'epoca Ministro della Giustizia.
Come prima azione politica condusse uno studio sulle condizioni delle carceri peruviane, con il quale dimostrò all'opinione pubblica il fatto che la maggioranza dei detenuti non avesse ancora riportato una condanna penale. Questa iniziativa le rese un certo guadagno di popolarità, tanto che fu ironicamente ribattezzata con l'appellativo "Lourdes delle grazie, patrona dei reclusi".
Nel 1992 il Forum Economico Mondiale la incluse fra i 200 giovani leader politici e nel 1999 anche la rivista Time la menzionò come uno dei 100 esponenti politici latinoamericani del XX secolo.
Nel 2000 fondò la coalizione Unidad Nacional, che ad oggi raggruppa 4 partiti conservatori, fra i quali il Partido Popular Cristiano. La coalizione si presentò alle elezioni presidenziali del 2001 proponendo come candidato alla massima carica peruviana la stessa Lourdes Flores.
Le elezioni non andarono bene per Lourdes Flores, che arrivò terza al primo turno e restò esclusa dal ballottaggio.
Ripresentatasi come candidata della coalizione Unidad Nacional alle elezioni del 9 aprile 2006, ha ripetuto l'insuccesso del 2001. Al primo turno di voto il candidato nazionalista Ollanta Humala ha ottenuto il 30,616% dei consensi contro il 24,324% del candidato Aprista Alan García e il 23,814% di Lourdes Flores Nano. Ancora una volta Lourdes Flores è rimasta esclusa dal ballottaggio.